# Bartomeu Barceló Pons
Bartomeu Barceló Pons (Palma, 14 de maig de 1932 – 10 d'octubre de 2012) fou un geògraf mallorquí i catedràtic de geografia de la Universitat de les Illes Balears, on fou un dels creadors del Departament de Geografia i vicerector i degà de la Facultat de Lletres. Des del 1991 fou membre de la Secció de Filosofia i Ciències Socials de l'Institut d'Estudis Catalans. Fou premiat amb la Creu de Sant Jordi de la Generalitat de Catalunya el 2002.

## Obra
- 1958: La vida en un municipi de la muntanya de Mallorca
- 1958: Inca y su término. Iniciación a la geohistoria del municipio
- 1964: El segle xix a Mallorca
- 1969: Les Illes Balears